# Matalajärvi (sjö i Savitaipale, Södra Karelen)
Matalajärvi är en sjö i kommunen Savitaipale i landskapet Södra Karelen i Finland. Den är 5 meter djup. Arean är 35 hektar och strandlinjen är 3,65 kilometer lång. Sjön  ingår i Kymmene älvs huvudavrinningsområde.   Den ligger omkring 50 kilometer väster om Villmanstrand och omkring 160 kilometer nordöst om Helsingfors. 
Matalajärvi ligger nordväst om Riihijärvi. 